# Имре Гараба
Имре Гараба (мађ. Garaba Imre; Вац, 29. јул 1958) био је професионални фудбалер који играо на позицији одбрамбеног играча за мађарске прволигашке клубове Вац, Хонвед, Будимпешта ВШК, затим  за француски клуб Рен, белгијски Шарлроа и  био је  мађарски фудбалски репрезентативац. Учествовао је на светским првенствима у фудбалу 1982. и 1986..

## Каријера

### Клуб
Фудбал је почео да игра у ФК Трећи округ ТВЕ, са 14 година. Младе године провео је у Ваци Изоу. Ту га је открио тадашњи тренер Хонведа Лајош Тихи и одвео га је у Хонвед. Са Хонведом је био четвороструки шампион Мађарске и једнократни освајач мађарског купа. Играо је у иностранству између 1987. и 1992. године. Одиграо је две сезоне у француској лиги и три у Белгији. Потом се вратио у Мађарску и завршио активан спорт као тренер играча у БВСЦ-у. Наступио је на 243 првенствене утакмице у мађарској првој лиги између 1978. и 1993. и постигао 14 голова.

### Репрезентација
У репрезентацији Мађарске је наступио 82 пута између 1980. и 1991. године и постигао три гола. Био је члан је репрезентација на Светском првенству у фудбалу у Шпанији 1982. и Светског првенства 1986. у Мексику. Свој први репрезентативни гол постигао је 1981. у квалификацијама за Светско првенство против Енглеске на Непстадиону. Овим голом је поравнао резултат утакмице на 1 : 1, али на крају Мађарска је ипак изгубила са 3 : 1.

### Тренер
Између априла и септембра 1993. године био је главни тренер БВСЦ-а, наредне сезоне је провео годину дана у Ракошпалоти, затим у Годолоу и на крају кратко у спортском центру МТК Будимпешта. После плаво-белих, више се није прихватио тренерске позиције и такође се држи подаље од фудбала и хтео је да се бави се политиком.

## Достигнућа

### Играч
- НБ I
  - шампион: 1979/80, 1983/84, 1984/85, 1985/86
- Куп Мађарске у фудбалу (MNK)
  - победник: 1985
- Играч године у мађарском првенству: 1982